# Индепендьенте (футбольный клуб, Неукен)
«Индепендье́нте» Неукен (исп. Club atlético Independiente de Neuquén) — аргентинский футбольный клуб из города Неукен.

## История
Основан 27 февраля 1921. Самый известный клуб города. Бывший губернатор провинции Неукен, Хорхе Собиш, был президентом клуба.
В сезоне 2012/13 клуб выступает в 4-м дивизионе Аргентины (Торнео Архентино B), куда вернулся по итогам предыдущего сезона. По итогам сезона 2018/19 команда вылетела из Торнео Федераль A — третьего дивизиона чемпионата Аргентины для региональных клубов.